# 34307 Arielhaas
34307 Arielhaas este o planetă minoră (asteroid) din centura de asteroizi. A fost descoperită pe 26 august 2000 la Experimental Test Site⁠(d) de Lincoln Near-Earth Asteroid Research. 
Obiectul prezintă o orbită caracterizată de o semiaxă mare de 2,6437528 UAi, o excentricitate de 0,14, o înclinație de 2,89799 ° în raport cu ecliptica.